# Камане
Камане́, собственно Карлуш Мануэл Моутинью Пайва душ Сантуш (порт. Carlos Manuel Moutinho Paiva dos Santos,  Camané; род. 21 декабря 1967, Оэйраш) — португальский певец, один из крупнейших сегодня исполнителей фаду.

## Биография
Принадлежит к четвертому поколению исполнителей фаду в своей семье. В 1979 выиграл конкурс Великая ночь фаду, записал свой первый диск, начал с успехом выступать в Португалии и Европе. В 2011 дебютировал в США концертом в Brooklyn Academy of Music.
Бывшая жена — исполнительница фаду Алдина Дуарти. Братья Элдер и Педру Моутинью — также исполнители фаду.

## Дискография
- Cantiga do meu tamanho (1979)
- A alma jovem do fado (1982)
- Ночь фаду/ Uma Noite de Fados (1995, вместе с Жозе Мариу Бранку)
- Na Linha da Vida (1998)
- Esta Coisa da Alma (2000)
- Pelo Dia Dentro (2001)
- Как всегда… Как прежде/ Como sempre… Como dantes (2003, концертная запись)
- DVD — Ao vivo no São Luíz (2006, концертная запись)
- Sempre de Mim (2008, CD+DVD, Золотой диск)
- Любовь и время/ Do Amor e dos Dias (2010)
- Camané, o melhor (2013, избранное)

## Кино
Участвовал в фильмах Фаду Карлоса Сауры (2007), Португальская монахиня Эжена Грина (2009, вместе с женой Алдиной Дуарти), Операция «Осень» Бруну Алмейды (2012).

## Признание
Премия имени Амалии Родригиш (2005). Номинация на португальскую художественную премию Золотой глобус (2009).